# Baudonívia
Baudonívia (vers el 600) va ser monja i hagiògrafa al convent de Santa Creu de Poitiers. Se'n coneix molt poca cosa.
És l'autora de la «segona part» (en realitat una nova versió) de la Vita Radegundis, una biografia de Radegunda, reina dels francs i fundadora de l'abadia de la Santa Creu, que va escriure a l'abadia de Chelles en algun moment entre el 599 i el 614. Amb l'antiga meitat escrita per Venanci Fortunat, va considerar que la seva feina era com la segona meitat d'un díptic.
A partir del seu coneixement personal de Radegund, la biografia de Fortunat i les fonts hagiogràfiques, Baudonívia va crear un retrat d'una dona devota però políticament astuta que va utilitzar el seu poder mundà per sostenir el monestir. El seu treball s'ha caracteritzat com a fidel al quadre pintat per Fortunat, però més influenciat per la ideologia del Regula Virginum de Cesari d'Arle amb l'objectiu clar de proporcionar un model de santedat per a les religioses de la seva generació. El treball se centra en les etapes posteriors de la vida de Radegunda, quan aquesta vivia en una cel·la prop de Poitiers.
Els estudiosos han assenyalat les diferències temàtiques entre les biografies de Fortunat i Baudonívia: mentre que la primera se centra en la deferència de Radegund vers l'autoritat, la darrera destaca el seu paper de diplomàtica i protectora de la seva comunitat de monges. Mentre Fortunus relaciona l'extensa mutilació que Radegund va realitzar, Baudonívia analitza la redacció de les seves cartes, les seves accions en representació de l'Església i els individus, la seva viatge per recollir relíquies i, el més important, els seus esforços per obtenir un fragment de la vera Creu de Justinià II, l'emperador romà d'Orient. El llibre també inclou tots els miracles realitzats per Radegund.
És recordada a l'obra «The Dinner Party« de Judy Chicago.